# 오우삼
오우삼(광둥어: 吳宇森 응위삼, 영어: John Woo 존 우[*], 1946년 5월 1일~)은 홍콩의 영화감독이다.
중화민국 광둥성 광저우에서 출생하였으며 지난날 한때 중화민국 광시성 우저우에서 잠시 유아기를 보낸 적이 있는 그는 1951년 2월 1일 이후 영국령 홍콩으로 이주하였으며 1968년 홍콩에서 영화배우 첫 데뷔하였다.

## 감독 작품
- 《용호문》(1974)
- 《제녀화》(1975) ※각본
- 《철한유정》(1975)
- 《소림문》(1976) ※각본
- 《발전한》(1977) ※각본
- 《충열도》(1977)
- 《여자태권군영회》(1977) ※각본
- 《호협》(1978)
- 《활계시대》(1981)
- 《마등천사》(1981)
- 《구사일생》(1984)
- 《영웅무루》(1986)
- 《영웅본색》(1986) ※각본
- 《영웅본색 2》(1987) ※각본
- 《블랙잭》(1998)
- 《첩혈쌍웅》(1989) ※각본
- 《흑전사》(1989)
- 《첩혈가두》(1990)
- 《종횡사해》(1991) ※각본
- 《첩혈쌍웅 2 - 첩혈속집》(1992)
- 《하드 타켓》(1993)
- 《종횡사해 2》(1996)
- 《브로큰 애로우》(1996)
- 《페이스 오프》(1997)
- 《미션 임파서블 2》(2000)
- 《윈드토커》(2002)
- 《BMW 단편 프로젝트 - 호스티지》(2002)
- 《페이첵》(2003)
- 《보이지 않는 아이들》(2003) ※옴니버스 영화
- 《적벽대전 - 적벽대전 1부 - 거대한 전쟁의 시작》(2008) ※각본
- 《적벽대전 2 - 최후의 결전》(2009)
- 《태평륜》(2014)

## 제작 작품
- 《합라야귀인》(1978)
- 《양집노호》(1985)
- 《영웅본색 3》(1989)
- 《첩혈가두》(1990)
- 《화평본위》(1995)
- 《난징 1937》(1995)
- 《낭만풍폭》(1996)
- 《종횡사해 2》(1996)
- 《리플레이스먼트 킬러》(1998)
- 《빅 히트》(1998)
- 《블랙잭》(1998)
- 《레드 스카이》(2002)
- 《방탄승》(2003)
- 《페이첵》(2003)
- 《애플시드 - 엑스 머시나》(2007)
- 《천당구》(2007)
- 《요조신사》(2007)
- 《검우강호》(2010)
- 《무적자》(2010)

## 수상 내역
- 1986년 홍콩 영화제 최우수 감독상 《영웅본색》
- 1989년 홍콩 영화제 최우수 감독상 《첩혈쌍웅》
- 1997년 새턴 어워즈 최우수 감독상 《페이스 오프》
- 1998년 MTV 무비 어워즈 최고의 액션장면상 《페이스 오프》
- 2001년 MTV 무비 어워즈 최고의 액션장면상 《미션 임파서블》
- 2009년 제67회 베니스영화제 평생공로상
- 2010년 제4회 아시아 필름 어워드 2009년 최고 흥행한 영화감독상
- 2010년 은자형성장

## 같이 보기
- 중국 영화
- 홍콩 영화